# Nammavarejauratjah
Nammavarejauratjah är en sjö i Jokkmokks kommun i Lappland och ingår i Luleälvens huvudavrinningsområde. Nammavarejauratjah ligger i Muddus Natura 2000-område.